# Степной (Ленинский район)
Степной — посёлок в Ленинском районе Волгоградской области, административный центр Степновского сельского поселения.
Население — 749 (2010)

## История
Предположительно основан в период коллективизации как центральная усадьба колхоза имени Будённого. По состоянию на 1 января 1936 года колхоз имени Будённого относился к Будённовскому сельсовету и входил в Ленинском районе Сталинградского края.
Решением Сталинградского облисполкома от 24 октября 1957 года № 23/591 Будённовский сельсовет был переименован в Степновский, центр этого сельсовета посёлок имени Буденного в посёлок Степной (с 1963 по 1965 год входил в состав Среднеахтубинского района). Решением Волгоградского облисполкома от 2 сентября 1967 года № 22/1151 центр Степновского сельсовета был перенесён из посёлка Степной в посёлок Путь Ильича. Решением Волгоградского облисполкома от 15 апреля 1968 года № 12/535 был образован Зоринский сельсовет с центром в посёлке Степной. В 1975 году Степновский сельсовет был переименован в Ильичевский, Зоринский в Степновский

## Общая физико-географическая характеристика
Посёлок расположен в полупустынной зоне, в пределах Прикаспийской низменности, на высоте 20 метров выше уровня моря. К посёлку подходит Ленинский канал, имеется пруд. Особенностью местности является наличие невысоких бугров и западин. Почвы — солонцы луговатые (полугидроморфные).
По автомобильной дороге расстояние до областного центра города Волгограда составляет 100 км, до районного центра города Ленинска — 45 км. Ближайшие населённые пункты: в 5 км к северу расположен посёлок Путь Ильича, в 15 км к югу — посёлок Заря.
Климат
Климат резко-континентальный, засушливый (согласно классификации климатов Кёппена-Гейгера — Dfa). Среднегодовая температура воздуха положительная и составляет + 8,1 °C, средняя температура самого холодного месяца января — 8,2 °C, самого жаркого месяца июля + 24,2 °C. Расчётная многолетняя норма осадков — 350 мм. Наименьшее количество осадков выпадает в марте (21 мм), наибольшее в июне (39 мм)
Часовой пояс
Степной, как и вся Волгоградская область, находится в часовой зоне МСК (московское время). Смещение применяемого времени относительно UTC составляет +3:00.

## Население
| 1987  | 2002 |
| ----- | ---- |
| ≈ 650 | 928  |

| 2010 |
| ---- |
| 749  |